# Heikant (Berkel-Enschot)
Heikant is een buurtschap  in de gemeente Tilburg in de Nederlandse provincie Noord-Brabant. Het ligt iets ten noordoosten van Berkel-Enschot. In het westen van de gemeente ligt ook een Heikant. De stad Tilburg kent daarnaast nog een wijk met de naam Heikant.
Noord-Brabant: Steden en dorpen      Nederland: Provincies · Gemeenten